# ティー・アーティスト
ティー・アーティスト (T-artist) は、日本の芸能事務所。東京都港区に事務所を置く有限会社である。代表は映画プロデューサーの浅野博貴で、浅野が関わる作品に所属タレントが出演する。いくつかの作品はティー・アーティスト自体が配給も担い、渋谷・ユーロスペース（閉館まではオーディトリウム渋谷）で上映される。
2009年、インディーズ映画の上映会「真夏の夜の万華鏡」を主催。

## 所属タレント
2022年12月29日閲覧時点

### 女性
- 大島葉子
- 菜葉菜
- 烏丸せつこ
- 真行寺君枝
- 石崎なつみ
- 土山茜
- 寉岡萌希
- 寉岡瑞希
- 山崎ハコ（業務提携）

### 男性
- 前田吟
- 伊吹吾郎
- 菅田俊
- 結城貴史
- 河合龍之介
- 贈人
- 伊藤雄太
- 森了蔵
- 関根大学
- 小水たいが
- 柴木風太
- 笹木彰人（ひもの屋カレイ）（演出家）

## 過去の所属タレント
- 内田量子（現芸名：まひろ、現所属：ブレス）
- 小澤真貴子（現芸名：澤真希、現所属：ボックスコーポレーション）
- 嘉門洋子（現所属：バイ・ザ・ウェイ）
- 佐々木麻衣（現所属：in.harmony）
- 清水美那（現所属：ユーキース・エンタテインメント）
- 鈴木砂羽（現所属：MONDAY所属）
- 夏生ゆうな
- 森田このみ（現所属：ハーモニック）
- 久保田芳之（現所属：ALBA）
- 久保田民絵（現所属：フクダ&Co.）
- 小林沙世子
- 北出真也
- 梅宮万紗子
- 木口健太（現所属：アンブリンク）
- 藤本タケ
- 立石ゆかり
- 鹿野京子
- 入山宏一
- 加治木均
- 兼子和大
- こばん
- 佐藤勇真
- しいたけを
- 田中一樹
- 本田真大
- 瑞貴
- 谷更紗
- 鶴西大空
- 寛一郎(ユマニテに移籍)

## 配給映画
- 母の唄がきこえる（2013年4月20日公開、監督：大谷康之）
- リトルウィング 3月の子供たち（2013年7月27日公開、監督：倉田健次）
- Bad Moon Rising（2015年8月1日公開、監督：喜多一郎）
- 傀儡（2018年6月16日公開、監督：松本千晶）
- モルエラニの霧の中（2021年2月6日公開、監督：坪川拓史）